# Критика глобализации
Критика глобализации — скептицизм в отношении заявленных преимуществ глобализации. Многие из критиков глобализации придерживаются антиглобалистских взглядов. По их мнению, глобализация во многих странах стала причиной кризисов и вызванных ими беспорядков. В то время как динамика капитализма меняется, и каждая страна уникальна по своему политическому составу, глобализация представляет собой твёрдую «программу», которая не учитывает особенностей разных стран и потому её трудно реализовать без политических волнений. Глобализация может быть частично ответственной за современный глобальный экономический кризис. Тематические исследования взглядов жителей Таиланда и арабских стран показывают, что по их мнению глобализация представляет собой угрозу для культуры и религии и наносит ущерб коренным народам, в то время как транснациональные корпорации извлекают из этого выгоду. Сторонники глобализации обещали повышение уровня жизни и экономическое развитие, но теперь её жестко критикуют за негативные последствия. Глобализация — это не просто экономический проект, она также сильно влияет на страны в экологическом, политическом и социальном плане.

## Экономические последствия

### Глобальный экономический кризис
Глобальный экономический кризис 2007—2008 годов, самый тяжёлый финансовый кризис со времён Великой депрессии 1929—1933 годов, частично можно объяснить глобализацией. Хотя сторонники глобализация обещали повышение уровня жизни, она на самом деле ухудшила финансовое положение многих домохозяйств и сделала финансовый кризис глобальным под влиянием международных финансовых институтов, таких как Всемирный банк. Глобализация ограничивает развитие и цивилизацию единственным путём, который ведёт только к западной и капиталистической системе. Из-за политических и структурных различий в странах внедрение глобализации нанесло ущерб многим странам.

## Политическое влияние

### Глобализация как американская гегемония
Джон Грей назвал глобализацию американским триумфализмом после окончания «холодной войны» и заявил, что «глобальная политика невмешательства — это американский проект». Глобализация — это проект, в котором американские идеалы и ценности воплощаются в жизнь в других странах. Тем не менее, это усилие подверглось критике, в основном в связи с сегодняшним положением дел в самой Америке. В США отмечается высокий уровень экономического и социального неравенства, поскольку разрыв между богатыми и бедными велик. Кроме того, Америка лидирует в мире по количеству заключённых, и беспокойство из-за экономической неопределённости велико. Последующая критика заключается в том, что внедрение американской системы в других странах может воспроизвести эти негативные эффекты. Некоторые учёные и критики говорят, что Вашингтонский консенсус сыграл роль в укреплении Соединённых Штатов в качестве одного из основных национальных государств, лежащих в основе системы глобального капитализма в эпоху после «холодной войны».

### Власть транснациональных корпораций
В процессе реализации глобализации в развивающихся странах победители и проигравшие часто предопределены. Транснациональные корпорации (ТНК) часто выигрывают от глобализации, в то время как бедные жители развивающихся стран страдают от последствий глобализации. Власть транснациональных компаний представляет серьёзную угрозу для коренных племен, так как ТНК используют их земли для ведения своего бизнеса. Критики глобализации можно рассматривают её как новую форму колонизации или империализма, поскольку её реализация усиливает экономическое неравенство и ведёт к росту безработицы. Глобализацию критикуют за то, что она приносит пользу тем, кто уже является большим и находящимся у власти, подвергая риску и растущей уязвимости коренное население развивающихся стран. Более того, глобализация недемократична, поскольку осуществляется методами сверху вниз.

### Суверенитет
Глобализация требует от стран отказа от суверенитета ради воплощения в жизнь западных идеалов. В результате суверенитет принадлежит лишь избранным: тем, чьи взгляды и идеалы претворяются в жизнь. Во имя свободного рынка и с надеждой на повышение уровня жизни страны передают свои политические и социальные полномочия международным организациям. Таким образом, глобализация приводит к расширению прав и возможностей международных организаций и снижению влияния местных государственных институтов.

## Воздействие на окружающую среду

### Проекты на реке Пак Мун в Таиланде
В конце 1970-х и 1980-х годах в Таиланде на реке Пак Мун были реализованы несколько проектов строительства гидроэлектростанций с целью развития отраслей национальной экономики, ориентированных на экспорт. Проекты финансировались за счёт займов Всемирного банка и были частью усилий по глобализации экономики Таиланда. Местные жители, которых проекты затронули напрямую, не были уведомлены об их реализации, и Всемирный банк проигнорировал их опасения. В результате строительства плотин деревни, которые сильно зависели от реки, потеряли средства к существованию, например, рыболовство. Эти проекты также привели к загрязнению реки, что сделало её непригодной для питья, купания и прочих нужд местных жителей. Кроме того, проекты привели к исчезновению 40 видов съедобных растений, 45 видов грибов и 10 видов бамбука, от которых зависел доход местных жителей, и некоторые из которых были важны для использования в медицине. Кроме того, сокращение популяции рыб привело к уничтожению уклада жизни рыбаков, поскольку было затронуто 169 различных видов рыб, а 56 видов вымерли. Усилия по глобализации в Таиланде привели к экологическим последствиям, которые негативно повлияли на социальное и экономическое благосостояние коренного населения.

## Социальные воздействия

### Предрассудки
Профессор Конор Гирти из Лондонской школы экономики предположил, что глобальная свобода передвижения, вызванная глобализацией, увеличивает возможности для предрассудков в обществах.

## Психологические воздействия

### Личность
Столкновение между глобальной и местными культурами создало проблемы в адаптации и примирении. Глобализация и внедрение западной культуры в разных странах показали, что они порождают бикультурные идентичности, смешение идентичностей и самовыборные культуры.
Бикультурная идентичность определяется как адаптация к глобальной культуре при одновременном знакомстве с местными традициями. В результате формируются две идентичности: глобальная идентичность и локальная идентичность. Глобальная идентичность человека позволяет ему участвовать и добиваться успеха на глобальном уровне, имея возможность общаться с теми, кто находится за пределами его локальной сферы. Местная идентичность позволяет ему оставаться уместным для близких родственников и друзей. Часто люди, переживающие глобализацию в своей стране, развивают гибридную идентичность, идентичность, в которой сливаются их глобальная и локальная идентичности. Это также можно увидеть у иммигрантов.
Однако адаптация к обеим культурам может быть трудной, особенно если расстояние между двумя культурами велико. В этих случаях глобализация может вызвать путаницу идентичности, препятствуя правильному развитию идентичности и самости (теория формирования идентичности Эриксона). Точно так же глобализация может создать кризис, который Джон Берри называет «маргинализацией», когда человек не может идентифицировать себя с местной культурой из-за сильного воздействия глобализации и западных влияний; однако он также исключён из глобальной культуры.
Осуществление глобализации требует определённой степени отказа от культуры, поскольку глобальная культура изменяет и разрушает ранее существовавшую местную культуру. Это также приводит к путанице идентичности, в первую очередь у подростков.

## Культурные воздействия

### Городские и подростковые проблемы
Часто в странах, где происходит глобализация, в проблемах, возникающих у подростков, обвиняют вторжение западной культуры и идеалов через глобализацию. Подростки наиболее уязвимы и восприимчивы к внедрению новых культур. Развивающиеся страны, в которых были внедрены западные ценности и технологии, больше осведомлены о текущих событиях, происходящих в других странах, а подростки и молодежь копируют американскую моду и музыкальные стили. Таким образом, западные СМИ обвиняются в росте добрачных половых контактов и подростковых беременностей, которые следуют за глобализацией. Кроме того, по мнению противников глобализации она разрушает традиционные нормы, что ведёт к росту преступности среди несовершеннолетних.
Сторонники глобализации утверждают, что она улучшила глобальный статус стран. Однако компании, пытающиеся конкурировать на глобальном уровне, эксплуатируют рабочих, достигая конкурентоспособности на глобальном уровне за счёт плохих условий труда.

### Арабские и мусульманские страны
В арабских и исламских странах глобализацию часто рассматривают как попытку привить западное превосходство и угрозу сохранению своей культурной самобытности. Хотя в арабских странах существуют разные взгляды на глобализацию, большой процент арабов считает её империалистической политикой и культурным вторжением, которое пытается разрушить их наследие и культурные верования.
Несмотря на разные мнения о глобализации, многие считают, что глобализация — это просто американизм — внедрение американской культуры и идеалов в других странах.
Существует точка зрения, что глобализация особенно опасна для арабских стран, потому что ислам — это не просто религиозная практика, но он доминирует над законами и социальными нормами, такими как браки и привычки тратить. Поскольку глобализация рассматривается как способ секуляризации нации, мусульмане также рассматривают ее как культурное и религиозное вторжение, требующее разделения религии и повседневной жизни. Радикалисты видят в этом извращение чистой исламской доктрины, поскольку глобализация представляет собой слияние области ислама (дар аль-ислам) и области неверности (дар-аль-куфр).
Западное влияние на СМИ также рассматривается противниками глобализации в арабских и исламских странах как нежелательное. Западный контроль над СМИ они считают способом «промыть мозги» молодым мусульманам, чтобы лишить их национальности и культурного наследия. Они также выступают против создания новой глобальной гегемонистской культуры, ссылаясь на Коран 49:13, в котором говорится, что Бог целенаправленно разделил человечество на разные нации и племена. Арабские интеллектуалы, опасаясь, что западные идеалы проникнут в их страны, заявляют, что глобализация лишает Землю культурного разнообразия людей и особенностей цивилизаций, которые многие на Западе считают варварскими.